# 中国记协职工新闻学院
中国记协职工新闻学院，是隶属中华全国新闻工作者协会（中国记协）的一所成人高等院校，提供新闻相关在职培训。

## 历史沿革
- 1984年，创建中国记协职工新闻学院。
- 2005年，停止招生。
- 2008年，撤销中国记协职工新闻学院，但至今尚未注销教育部备案。